# Římskokatolická farnost Fryšava pod Žákovou horou
Římskokatolická farnost Fryšava pod Žákovou horou je územním společenstvím římských katolíků v rámci žďárského děkanství brněnské diecéze s farním kostelem svatého Matouše.

## Historie farnosti
Zdejší kraj byl osídlen až poměrně pozdě, a to v polovině 13. století. Mohl za to neprostupný hluboký prales, drsné počasí a také nadmořská výška (práh kostela je 720 m n. m.). Fryšava a Německé (dnešní Sněžné) byly osídleny německými skláři, hutníky a horníky z Rudohoří, kteří se tu brzy počeštili. Nejstarší písemná zmínka o Fryšavě je z roku 1560. Fryšavský kostel byl postaven roku 1788 za josefínské reformy. Do této doby museli obyvatelé Fryšavy docházet na bohoslužby nejprve do Nového Města a po postavení kostela v Německém (dnešním Sněžném) a zřízení kaplanské expozitury (roku 1736) připadla Fryšava tam. Roku 1765 byla zřízena další kaplanská expozitura, a to v Herálci, ke kterému Fryšava připadla. Následujících sto let patřila Fryšava jako filiálka střídavě do Německého a Herálce. Samostatná farnost byla zde zřízena až roku 1888 jako nejvýše položená farnost brněnské diecéze. Kněží se na Fryšavě také střídali velice rychle, kvůli zdejším drsným podmínkám. 

## Duchovní správci
Do roku 2009 byl administrátorem R. D. Ing. Pavel Svoboda. Od 1. srpna 2009 se stal administrátorem R. D. ICLic. Mgr. Jiří Janoušek, který byl o tři roky později jmenován farářem. Toho od začátku srpna 2017 vystřídal R. D. Mgr. Sylwester Jurczak, ten k 31. červenci 2025 odešel na sabatický rok a na pozici administrátora ve farnosti nastoupil R. D. Mgr. Blažej Hejtmánek.

## Bohoslužby
| Kostel          | Místo                     | Bohoslužba (den)    | Hodina             | Poznámka     |
| --------------- | ------------------------- | ------------------- | ------------------ | ------------ |
| svatého Matouše | Fryšava pod Žákovou horou | neděle středa pátek | 9.00 17.00 17.00 ) | farní kostel |

## Aktivity ve farnosti
Dnem vzájemných modliteb farností za bohoslovce a bohoslovců za farnosti brněnské diecéze je 23. únor. Adorační den připadá na 17. září.
Ve farnosti se pravidelně koná tříkrálová sbírka. V roce 2014 se při ní v obcích farnosti vybralo celkem 25 838 korun.  O rok později se vybralo ve Fryšavě 12 027 korun, ve Skleném 7 023 korun a ve Třech studních 7 000 korun.V roce 2016 se při sbírce vybralo ve Fryšavě 14 089 korun, ve Skleném 6 757 korun a ve Třech studních 5 964 korun. 